# Etè
L'etè o eté, abans també anomenat etilè, és un compost químic orgànic consistent en dos àtoms de carboni enllaçats mitjançant un doble enllaç covalent i quatre àtoms d'hidrogen enllaçats mitjançant enllaços simples covalents als carbonis, dos a cadascun. La fórmula molecular és {\displaystyle {\ce {C2H4}}}. És un dels productes químics més importants de la indústria química i també és una fitohormona que regula, entre altres funcions, la maduració dels fruits. Pertany als anomenats hidrocarburs alifàtics de la família dels alquens.

## Història
El 1795 els químics holandesos J.R. Deiman, A. Paets van Troostwyk, N. Bondt i A. Lauwerenburgh obtingueren per primera vegada l'etè mitjançant el tractament d'etanol, {\displaystyle {\ce {C2H5OH}}}, amb àcid sulfúric concentrat, {\displaystyle {\ce {H2SO4}}}. La reacció és:

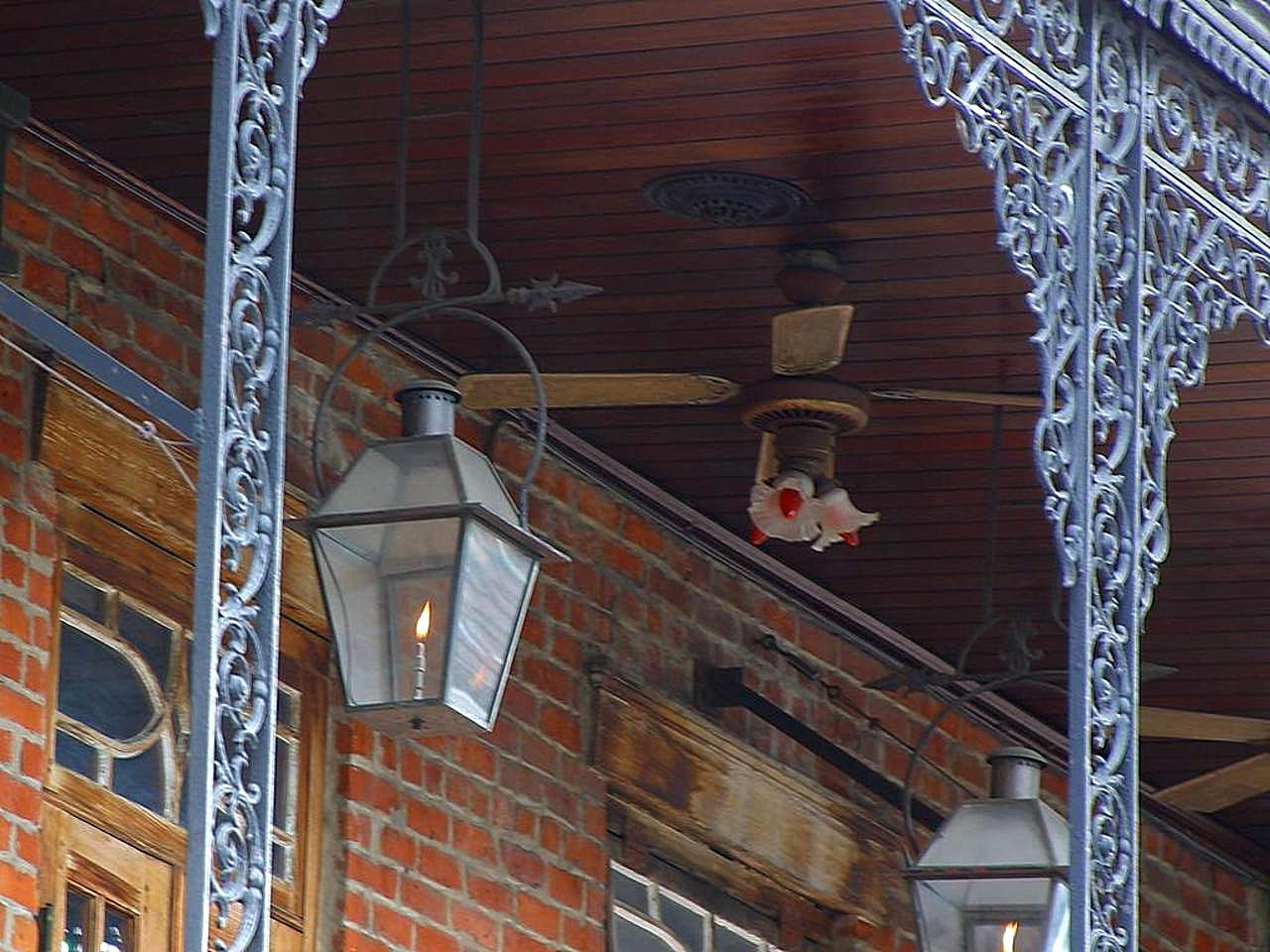
Làmpades de gas

El 1896 el jove botànic de l'Institut Botànic de la Universitat de Sant Petersburg, Dmitri N. Neliúbov (1876-1926) identificà l'etè com el component actiu del gas de l'enllumenat que se sabia que afectava les plantes. Demostrà que l'etè altera el creixement de les plàntules etiolades de pèsols i provocà que tinguessin epicòtils més curts i gruixuts que presentessin diageotropisme. Els resultats de Neliúbov foren posteriorment verificats i ampliats per diversos científics. Tanmateix passaren unes quantes dècades fins que es demostrà que les plantes podien biosintetitzar etè. La primera indicació que les plantes el biosintetitzen prové de la investigació del 1910 del químic britànic Herbert Cousins (1869-1949), qui informà que les taronges danyades per fongs produïen un gas que provocava la maduració accelerada dels plàtans. Amb retrospectiva, ara no és clar si es produí etè per les taronges danyades o per la infecció del fong ells. El 1934, el científic britànic Richard Gane demostrà mitjançant proves químiques que les pomes alliberen etè i, per tant, la primera persona que demostrà que les plantes biosintetitzen etè. Un any després, aportà proves que altres fruites també en produeixen. Fins i tot, tot i que no fou acceptat inicialment per tots els científics, aquests primers estudis demostraren que l'etè té el comportament d'una hormona i el 1935 William Crocker, Alfred Hitchcock i Percy Zimmerman, de l’Institut Boyce Thompson de la Universitat Cornell, suggeriren que l'etè és una fitohormona, una hormona vegetal. Aquesta conclusió ara s'ha confirmat amb nombrosos estudis que el fan la primera hormona gasosa que es descobrí.

## Estat natural i obtenció
No hi ha fons naturals d'etè i pel seu ús industrial s'ha de produir a partir del craqueig de diferents composts obtinguts del gas natural i el petroli. Els processos són:
- Craqueig de vapor d'età i propà (a partir del gas natural i del petroli).
- Craqueig de vapor de nafta del petroli
- Craqueig catalític del gasoil del petroli.

L'elecció de la matèria primera depèn de la disponibilitat, el preu (que pot variar considerablement), i quins altres productes derivats del cracking es necessiten. La gran majoria de l'etè es produeix per craqueig de vapor. Algunes plantes petroquímiques són capaces de produir 3 600 tones d'etè al dia. Dins d’Europa, l'etè que no es necessita al lloc on es produeix es transporta per canonades, etilenductes, que connecten altres plantes químiques i refineries. A Catalunya hi ha un etilenducte que connecta la refineria de Repsol-YPF a La Pobla de Mafumet, Tarragonès, i el complex químic Inovyn de Martorell (85 km).

## Estructura

Angles i distàncies d'enllaç a la molècula d'etè

La característica principal de la molècula d'etè és l'enllaç covalent doble entre els dos carbonis. La molècula no pot rotar sobre el doble enllaç i tots els àtoms són sempre en el mateix pla. Els enllaços entre els carbonis i els hidrògens són enllaços covalents simples. L'angle entre els dos enllaços C-H d'un mateix carboni és de 117,3º, molt pròxim als 120º corresponents a una hibridació sp²; els altres angles entre C-H i C=C són de 121,4º. La distància dels enllaços és de 133 pm per l'enllaç doble C=C, i de 108 pm per l'enllaç simple C-H.

## Propietats

### Propietats físiques
L'etè a temperatura ambient és un gas incolor amb una olor dolça. El seu punt de fusió és de –169,15 °C i un punt d'ebullició de –103,71 °C. A 0 °C la seva densitat és 0,34 g/cm³. És inflamable, té un punt d'inflamabilitat de –100 °C i una temperatura d'ignició de 450 °C. És lleugerament soluble en aigua, 131 mg/L a 25 °C, és soluble en acetona i benzè, i molt soluble en etanol i dietilèter.

### Propietats químiques
La regió del doble enllaç és relativament rica en densitat electrònica (és un centre nucleòfil) i pot reaccionar amb electròfils (amb deficiència d'electrons) a través de reaccions d'addició.

#### Hidratació
La reacció d'hidratació és una reacció d'addició d'aigua al doble enllaç catalitzada per un àcid, àcid sulfúric, {\displaystyle {\ce {H2SO4}}}, o àcid fosfòric,  {\displaystyle {\ce {H3PO4}}}. S'obté etanol.

#### Halogenació

Halogenació

L'halogenació consisteix en l'addició electròfila d'una molècula d'un halogen ({\displaystyle {\ce {F2}}}, {\displaystyle {\ce {Cl2}}}, {\displaystyle {\ce {Br2}}} o {\displaystyle {\ce {I2}}}) al doble enllaç, formant-se un derivat dihalogenat, amb un àtom d'halogen addicionat a cadascun dels carbonis que formen el doble enllaç. En el cas de l'etè, si l'halogen és el clor, es forma 1,2-dicloroetà.

#### Addició d'halurs d'hidrogen

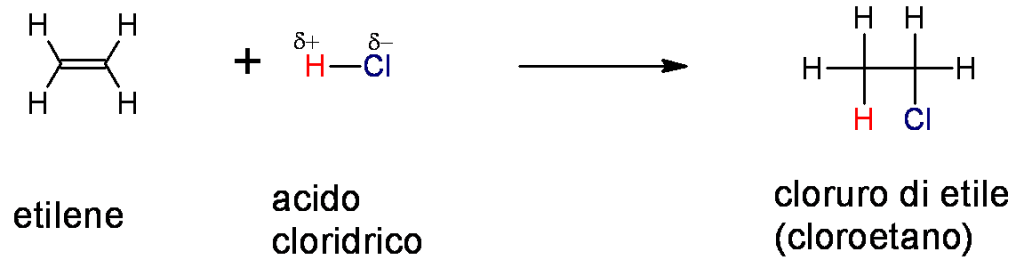
Addició d'halurs d'hidrogen

L'addició d'un halur d'hidrogen ({\displaystyle {\ce {HF}}}, {\displaystyle {\ce {HCl}}}, {\displaystyle {\ce {HBr}}} o {\displaystyle {\ce {HI}}}) dona lloc a un haloalcà. En el cas que sigui clorur d'hidrogen s'obté cloroetà.

#### Hidrogenació

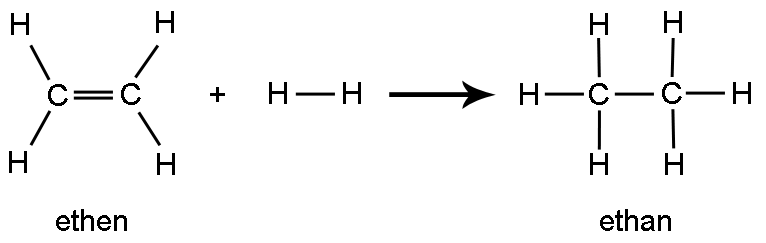
Hidrogenació

L'etè pot reduir-se a età mitjançant hidrogenació fent passar un corrent d'hidrogen sobre un catalitzador. El platí i el pal·ladi són els catalitzadors més comuns per a la hidrogenació dels alquens; el pal·ladi s'utilitza en general en forma de pols molt fi “suportat” en un material inert com el carbó vegetal (Pd/C) per maximitzar l’àrea superficial. El platí s'utilitza habitualment com òxid de platí(IV), {\displaystyle {\ce {PtO2}}}, un catalitzador anomenat catalitzador d'Adams.

Síntesi industrial de l'òxid d'etè

#### Oxidació
La reacció de l'etè amb oxigen catalitzada per argent dipositat en diferents matrius (gel de sílice, òxid d'alumini…) i activat per estany, bismut, peròxid de bari… a temperatures entre 220 °C i 280 °C i a una alta pressió de 3 MPa, és el procés industrial que s'utilitza per sintetitzar òxid d'etilè, un important reactiu que s'empra per a l'obtenció d'altres composts químics.

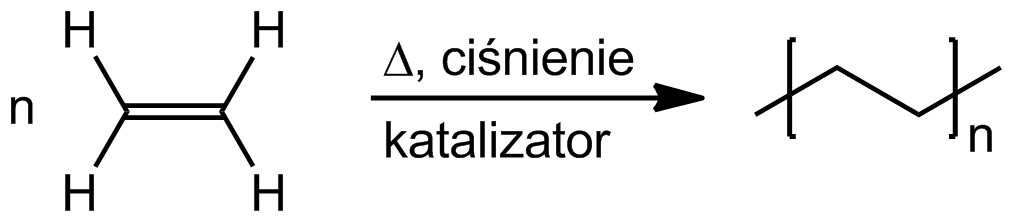
Polimerització

#### Polimerització
La polimerització de l'etè dona lloc al polietilè. Els dos processos industrials més importants són el d'alta pressió i el de baixa pressió. En el procés d'alta pressió s'utilitza un mecanisme radicalari en què la presència de traces d'oxigen actua com a iniciador de la reacció. Es tracta d'un procés de polimerització amb temperatures properes a 200 °C i pressions entre 150 i 200 bars en fase gas. El procés a baixa pressió es caracteritza per l'ús de catalitzadors inorgànics per dur a terme el procés de polimerització. El mecanisme de reacció és similar al procés d'alta pressió, però diferenciats en el fet que l'etè, o bé en gas o en dissolució, reacciona amb si mateix sobre la superfície límit d'un catalitzador sòlid. Per a aquest procés normalment es fa servir el catalitzador de Ziegler o el catalitzador Phillips. En el cas d'utilitzar un mecanisme en fase gas s'empra catàlisi heterogènia, de manera que es fa passar un cabal d'etilè gas a través de la xarxa creada pel catalitzador; així es formen grànuls de polietilè.

## Aplicacions

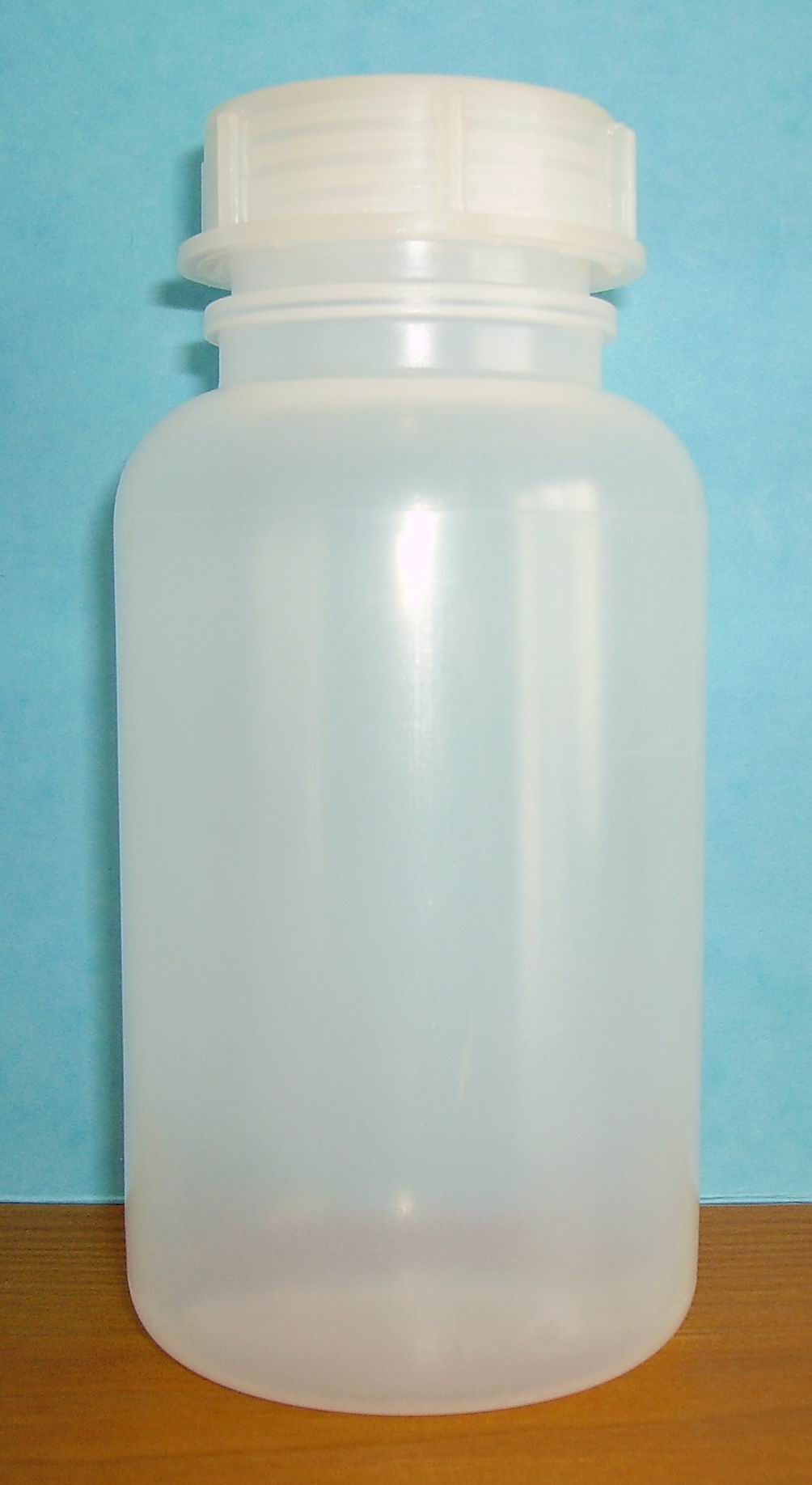
Botella de LDPE

L'etè és la matèria primera orgànica de major consum en la indústria química. La producció mundial fou d'aproximadament de 134 x 10⁶ tones anuals el 2014. Més del 30 % de la indústria petroquímica deriva de l'etè. El consum més gran (aproximadament el 78 %) és per a la producció de plàstics, bé directament per polietilè (HDPE, LDPE i LLDPE), bé com a matèria primera per monòmers pel clorur de polivinil (PVC), poliacetat de vinil (PAV) i poliestirè (PS) i també com a copolímer per cautxús.
El lloc següent, en consum d'etè, correspon a l'òxid d'etilè, que és matèria intermediària per a la producció d'etilenglicol, {\displaystyle {\ce {HO-CH2-CH2-OH}}} i per polièters dissolvents i tensioactius. Els llocs següents corresponen l'etanol {\displaystyle {\ce {CH3-CH2-OH}}} i a l'acetaldehid {\displaystyle {\ce {CH3CH=O}}} que són intermediaris per importants síntesis industrials, sobretot en les branques de l'àcid acètic {\displaystyle {\ce {CH3-COOH}}}. Els altres derivats es produeixen en quantitats menors: alcohols C₈ a C14 per a detergents i plastificants i derivats clorats diversos.
L'etè també es fa servir per provocar la maduració de la fruita, ja que és una hormona relacionada amb el creixement utilitzada per les plantes vasculars. Quan la poma podrida fa malbé el cove es deu a les emanacions d'etè de la poma podrida que també afecta a la descomposició de la resta.

## L'etè com a fitohormona

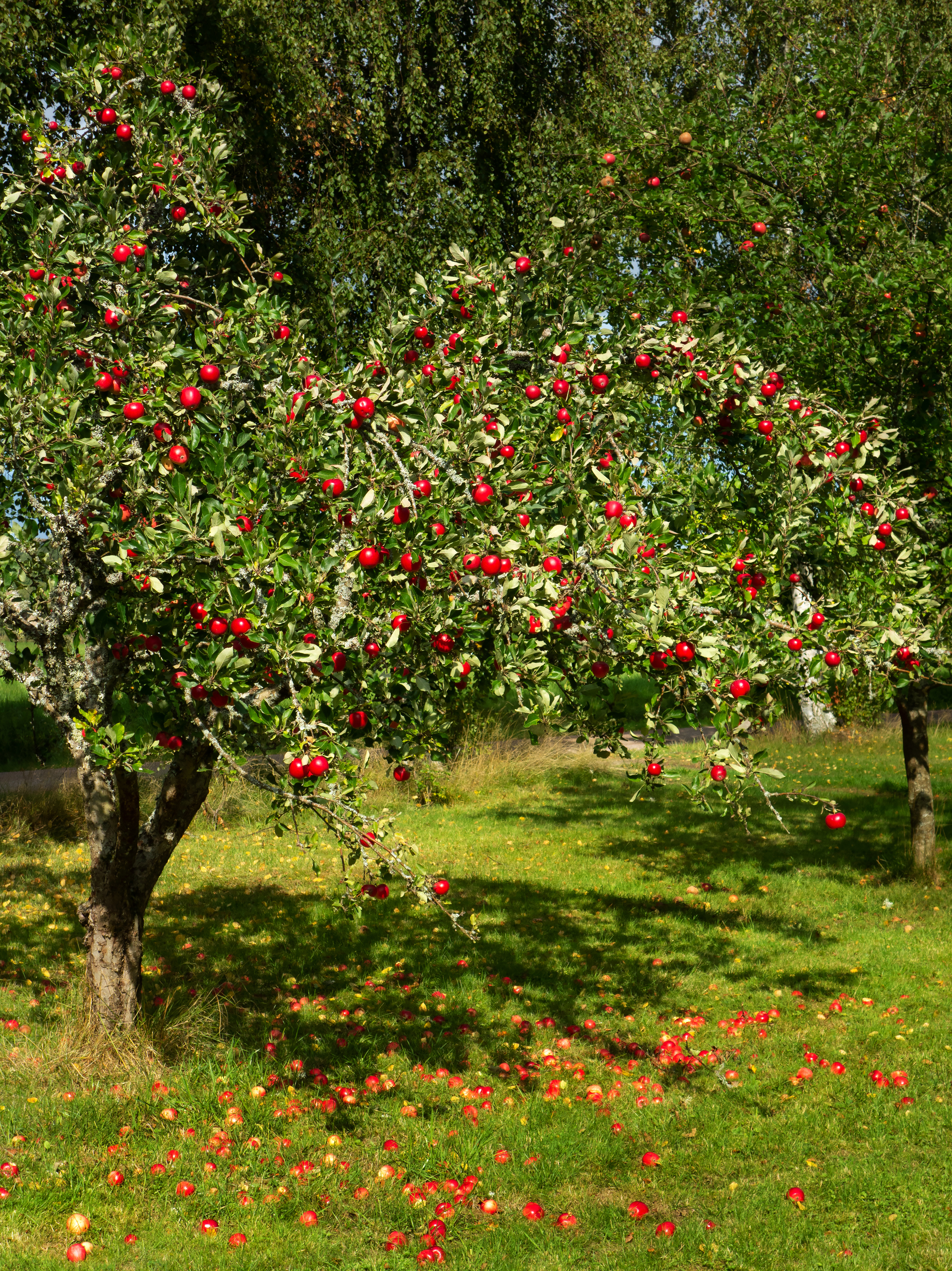
Pomera durant el procés de maduració de les pomes

L'etilè té una activitat biològica gairebé plena a 1 μl/l, que correspon a 6,5 x 10–9 mol/l a 25 °C. En la coordinació amb altres hormones vegetals o fitohormones, té un paper crucial en el control de la manera com creix una planta i es desenvolupa. Al principi, l'etè fou anomenat l'hormona de la "maduració", però més tard les investigacions revelaren que mereix un estatus igual que altres classes d'hormones vegetals pel seu paper divers i eficaç en el creixement i desenvolupament de les plantes. Les àrees de fisiologia vegetal en què s'ha demostrat que l'etè influeix en el creixement de les plantes i el seu desenvolupament inclouen:
- Alliberament de la dormició.
- Creixement i diferenciació de brots i arrels.
- Formació d'arrels adventícies.
- Abscisió de fulles i fruits.
- Inducció de flors en algunes plantes.
- Inducció de la feminitat en les flors dioiques.
- Maduració de les flors.
- Senescència de flors i fulles.
- Maduració de la fruita.

La ruta biosintètica de l'etè fou descoberta els anys 1970 per part del químic Shang Fa Yang (1932-2007) de la Universitat de Califòrnia a Davis, i es coneix amb el nom de cicle de Yang. Consisteix en una simple conversió catalítica de tres passos de l-metionina en etè. El primer pas en la biosíntesi d’etè és la conversió de S-adenosil-metionina en 5’-metiltioadenosina i àcid 1-aminociclopropà-1-carboxílic (ACC), catalitzat per ACC sintasa (ACS). La posterior conversió de l'ACC en etè és catalitzada per l'ACC oxidasa (ACO). La producció d’etè s'indueix per indicacions endògenes (auxina, citocinina, BA) i condicions d’estrès biòtic (llum, temperatura, sequera, hipòxia, inundacions, patògens, ferides). L'etè també pot regular la seva pròpia producció. Com a gas, l'etè es pot difondre fàcilment de tots els teixits vegetals.